# Александра Пријовић
Александра Живојиновић (рођ. Пријовић; Сомбор, 22. септембар 1995) српска је певачица, глумица и предузетница. Истакла се 2012. учешћем у седмој сезони певачког такмичења Звезде Гранда где је заузела четврто место. Издала је три студијска албума: Тестамент (2017), Звук тишине (2022) и Девет живота (2023). Сматра се најпознатијим извођачем ког је изнедрио Grand Production, као и једним од најпознатијих извођача у земљи.

## Детињство
Рођена је 22. септембра 1995. године у Сомбору, али је одрасла у Белом Манастиру у Хрватској са мајком Борком и деком Бором, где се преселила када је имала три године с мајком која се развела од њеног оца. Неко време је живела и у Бачкој Тополи (село Бајша) код оца Недељка, баке Босе и деде Ђура. Након завршене основне школе, завршила је три од четири разреда средње школе, али је онда одлучила да се посвети каријери.
Тренутно живи у Београду. Још као мала, показивала је таленат за певање. Наступала је на школским приредбама и друштвеним догађајима. Освојила је прво место на такмичењу "Дјеца пјевају  хитове" где је изводила песму Нине Бадрић "Такви као ти". Са тринаест година снимила је две песме (Мајко и Боли свака твоја реч) за продукцијску кућу Mega Sound, чији је власник био Мића Николић.

## Каријера

### 2012—2016: Почеци
У Звездама Гранда у сезони 2012/13. године освојила је четврто место, где је као награду добила песму Још вечерас плакаћу за тобом. Исте године снимила је и дует Ма пусти понос са победником те сезоне, Амаром Јашарспахићем. Следеће године песмом За нас касно је постиже велики успех, будући да је песма бирана за један од највећих хитова 2015. године. У децембру 2015 снима дует Шта би са МС Стојаном и представља спот за исти. Крајем маја 2016. године издаје песму Тотална анестезија која постиже изузетан успех будући да је достигла 50 милиона прегледа на Јутјубу. Већ 25. октобра исте године представља песму Сенке која је за 24 сата преслушана милион пута на Јутубу чиме је оборила рекорд на српској музичкој сцени.

### 2017—2021:Тестамент
Први сингл с албума Тестамент је истоимена песма са којом је Пријовићева почела промоцију албума, објављена 6. јуна 2017. Песма је постала најпопуларнија на албуму, поред синглова које је Александра раније снимила и убацила на албум. Медији тврде да Александра овим албумом све више подсећа на стил фолк звезде Цеце. Јутјуб је забранио гледање провокативног садо-мазо спота за песму Сепаре млађима од 18 година.

### 2022:Звук тишине
Након краће музичке паузе, 2022. Пријовићева објављује свој други студијски албум, Звук тишине.

### 2023—данас:Девет живота
Почетком 2023. године најављује регионалну турнеју под називом Од истока до запада коју започиње 29. септембра 2023. у београдској Штарк Арени а потом у јуну у сусрет турнеји објављује и свој трећи студијски албум, Девет живота. Овај албум и турнеја доносе јој огроман успех и популарност.

### 2023-Турнеја "Од истока до запада"
Након вишегодишње каријере, Александра је организовала турнеју "Од истока до запада". Турнеја је започета у Београду, 28. септембра 2023. у Београдској арени. Због велике заинтересованости, одржала је три концерта у Београду, а сва три концерта су била распродата. Сваки концерт на турнеји је био распродат. Турнеја је обишла цео регион, а Александра је одржала и један концерт у Чикагу у САД-у. Једина је српска певачица која је успела да распрода карте за чак 5 концерта у Загребачкој арени. Турнеја је трајала више од годину дана, одржано је 63 концерта, а задњи концерт под називом "Враћамо се кући" одржан је у Београду 22. децембра 2024. 
На сваком концерту, Александра је имала минимум 2 госта. Гостовали су певачи попут Лепе Брене, Ане Бекуте, Неде Украден, Жељка Самарџића, Весне Змијанац али и певачи новије генерације попут Тее Таировић, Џејле Рамовић, Нући, Војажа, Барбаре Бобак, док је на концерту у Осјеку гост била њена мајка Борка Михајловић, која је такође певачица.
Концерт се састојао од три блока, започет њеном песмом "За нас касно је" а завршавао се бисом уз песме "Дам дам дам" и "Психо". Александра је имала више одевних комбинација, за сваки блок по једну.
Након завршетка турнеје, Александра је поделила вести да је у другом стању и да се повлачи из медија на неко време.

## Приватни живот
Александра је дошла у жижу јавности када је обелоданила своју везу са Филипом Живојиновићем, сином Слободана Живојиновића из првог брака. Пар се венчао 21. јуна 2018. године у Београду. Добили су сина Александра 6. марта 2019.

## Занимљивости
- Александра је велики љубитељ пива, те је у емисији "AmiG Show" рекла да јој је пиво помогло да одржи линију, а након тога је играла игру где је погађала различите врсте пива.
- Да није певачица била би форензичар и говори да да гаји велику љубав према крими серијама и емисијама, а шаљиво је и рекла је у стању да не спава по више дана ако је серија добра.
- Нешто што је обележило њену турнеју, било је појављивање њеног сина Александра на концертима, а заједно су певали песму "Звук тишине".

## Дискографија

### Албуми
- Тестамент (2017)
- Звук тишине (2022)
- Девет живота (2023)

### Синглови
- Још вечерас плакаћу за тобом (2013)
- Ма пусти понос (ft. Амар Гиле Јашарспахић, 2013)
- За нас касно је (2014)
- Шта би (ft. МС Стојан, 2015)
- Тотална анестезија (2016)
- Сенке (2016)
- Успомене (2017)
- Литар вина, литар крви (ft. Ацо Пејовић, уз подршку Дејана Петровића, 2017)
- Ко си ти (ft. Саша Матић, 2018)
- Непоновљиво (2019)
- Богата сиротиња (2019)
- Последњи кабаре (2024)

#### Видео-спотови
| Видео-спот                         | Година | Режисер                          |
| ---------------------------------- | ------ | -------------------------------- |
| За нас касно је                    | 2015   | Г.Шљивић                         |
| Шта би                             | 2015   | Андреј Илић                      |
| Тотална анестезија                 | 2016   | Андреј Илић                      |
| Сенке                              | 2016   | Андреј Илић                      |
| Литар вина, литар крви             | 2017   | Андреј Илић                      |
| Тестамент                          | 2017   | Visual Infinity                  |
| Следећа                            | 2017   | Fanatic Media                    |
| Тело                               | 2017   | Андреј Илић                      |
| Клизав под                         | 2017   | Visual Infinity                  |
| Сепаре                             | 2017   | Петар Пашић                      |
| Место злочина                      | 2017   | Бојан Косовић                    |
| Вољена грешко                      | 2017   | Андреј Илић                      |
| Ко си ти                           | 2018   | Visual Infinity                  |
| Непоновљиво                        | 2019   | Петар Пашић                      |
| Богата сиротиња (стејџ-перформанс) | 2019   | Fanatic Media / Grand Production |
| Дугујеш ми два живота              | 2020   | Film danas d.o.o/United media    |
| Легитимно                          | 2020   | Visual Infinity                  |
| Дођи себи                          | 2021   | Петар Пашић                      |
| Звук тишине                        | 2022   | Visual Infinity                  |
| Саботирам                          | 2022   | Немања Новаковић                 |
| Светло                             | 2022   | Немања Новаковић                 |
| Јавно место                        | 2022   | Немања Новаковић                 |
| Огавно                             | 2022   | Visual Infinity                  |
| Ја сам одлично                     | 2022   | Петар Пашић                      |
| Марш                               | 2022   | Немања Новаковић                 |
| Куђа страве'                       | 2023   | Visual Infinity                  |
| Девет живота                       | 2023   | Visual Infinity                  |
| Плацебо                            | 2023   | Немања Новаковић                 |
| Психо                              | 2023   | Андрија Гркић                    |
| Први си почео                      | 2023   | Visual Infinity                  |
| Лудница                            | 2023   | Visual Infinity                  |
| Звер                               | 2023   | Петар Пашић                      |
| Дам дам дам                        | 2023   | Андрија Гркић                    |
| Све по старом                      | 2023   | Немања Новаковић                 |

## Турнеје
- Од истока до запада (2023—2024)